# Adrian Schultheiss
Adrian Schultheiss (Kungsbacka, 1988. augusztus 11. –) svéd műkorcsolyázó.
2006-ban a Svéd Nemzeti Bajnokság győztese, a 2004–2005-ös idény svéd junior bajnoka. Ő az első svéd műkorcsolyázó, aki nyert a Junior Grand Prix-n (2005). 2006-ban a Skandináv Bajnokságon első lett.
2010 áprilisi állapot szerint Schultheiss a 20. a Nemzetközi Korcsolya Unió (ISU) ranglistáján.

## Legjobb eredmények
- Rövidprogram (Personal Best Score Short Program): 66.45 (VB. 2008.21.)
- Szabadprogram (Personal Best Score Free Skating): 127.94 (VB. 2008. március 22.)
- Teljes pontszám (Personal Best Total Score): 194.39  (VB. 2008. március 23.)

## Versenyek
| Versenyek                       | 2004–2005 | 2005–2006 | 2006–2007 | 2007–2008  |
| ------------------------------- | --------- | --------- | --------- | ---------- |
| Európa-bajnokság                |           | 20.       |           | 6.         |
| Világbajnokság                  |           |           |           | 13. (2008) |
| Junior Világbajnokság           | 13.       | 16.       | 14.       | 18.        |
| Skandináv Bajnokság             | 2.        | 1.        | 2.        |            |
| Svéd Bajnokság                  | 1.        | 1.        | 2.        | 2.         |
| Golden Spin of Zagreb           |           |           |           | 2.         |
| Junior Grand Prix Final         |           | 9.        |           |            |
| Junior Grand Prix, Bulgária     |           |           |           | 6.         |
| Junior Grand Prix, Ausztria     |           |           |           | 4.         |
| Junior Grand Prix, Csehország   |           |           | 5.        |            |
| Junior Grand Prix, Norvégia     |           |           | 6.        |            |
| Junior Grand Prix, Horvátország |           | 1.        |           |            |
| Junior Grand Prix, Andorra      |           | 2.        |           |            |
| Junior Grand Prix, USA          | 6.        |           |           |            |
| Junior Grand Prix, Németország  | 6.        |           |           |            |